# Juvigny-sur-Seulles
Juvigny-sur-Seulles är en kommun i departementet Calvados i regionen Normandie i norra Frankrike. Kommunen ligger i kantonen Tilly-sur-Seulles som ligger i arrondissementet Caen. År 2022 hade Juvigny-sur-Seulles 83 invånare.

## Befolkningsutveckling
Antalet invånare i kommunen Juvigny-sur-Seulles
Referens: INSEE